# Cha Tae-hyun
Cha Tae-hyun hay Cha Tae-hyeon (sinh ngày 25 tháng 3 năm 1976) là một nam diễn viên, ca sĩ nổi tiếng của Hàn Quốc, được biết đến nhiều nhất trong vai nam nhân vật chính cùng với Jun Ji-hyun trong phim sản xuất năm 2001 là Cô nàng ngổ ngáo.
Anh bắt đầu sự nghiệp diễn xuất của mình vào năm 1995 trong một bộ phim truyền hình của kênh KBS. Bộ phim điện ảnh đầu tiên của anh là Hallelujah, sản xuất năm 1997. Cha Tae-hyeon bắt đầu sự nghiệp ca hát của mình vào năm 2001.

## Các phim đã đóng

### Phim điện ảnh
- 1997: Hallelujah
- 2001: Cô nàng ngổ ngáo
- 2002: Yeonae Soseol
- 2003: Happy Ero Christmas
- 2003: Nae yeoja chingureul sogaehabnida
- 2004: Two Guys, Windstruck (cameo), Who's Got the Tape?(cameo)
- 2005: My Girl And I
- 2005: Parang Juuibo
- 2005: Sad Movie
- 2007: Highway Star
- 2008: BABO
- 2008: Ông ngoại tuổi 30 (Gwasok Seukaendeul), My Mighty Princess (cameo)
- 2009: Maybe (Rabbit and Lizard) (cameo), Triangle (cameo)
- 2010: Hello Ghost
- 2011: Champ, Sunny
- 2012: Never Ending Story (cameo), The Grand Heist (cameo)
- 2013: Steal My Heart (cameo)
- 2014: Tazza: The Hidden Card (cameo), The Con Artists (cameo), Slow Video
- 2015: My New Sassy Girl
- 2015: "Producers"
- 2017: Thử Thách Thần Chết: 2 Thế Giới (Along With The Gods: The Two Worlds)

### Phim truyền hình
- 1995: Our Sunny Days of Youth (KBS2)
- 1996: Papa (KBS), Looking Into Each Other's Eyes' and Loving Each Other (KBS2) & Daughter-in-law's Three Kingdoms (KBS2)
- 1997: Ready Go (KBS), First Love (KBS2)
- 1998: Sunflower (MBC)
- 1998: I Love You
- 1998: Shy Lover
- 1999: Happy Together
- 1999: Into The Sunlight (MBC)
- 2000: Juliet's Man (SBS)
- 2004: First Love of a Royal Prince (MBC)
- 2007: Flowers for My Life (KBS2)
- 2008: General Hospital 2 (MBC)
- 2011: Lights and Shadows (MBC, cameo)
- 2012: My Husband Got a Family (KBS2, cameo), Jeon Woo Chi (KBS2)
- 2014: Drama Festival "4teen" (MBC, cameo)
- 2015: Producers (KBS2)
- 2016: Moonlight Drawn By Clouds (KBS2, cameo tập 1)

## Danh sách đĩa nhạc

### Album
1. Accident, 2001
2. 더북 THE [BU:K], 2003

## Giải thưởng
- Giải thưởng Phim Rồng xanh, 2003: Giải khán giả bình chọn
- Giải thưởng Nam diễn viên SBS, 2000: Ngôi sao triển vọng
- Giải thưởng Nam diễn viên SBS, 1999: Diễn viên mới của năm
- Giải thưởng Nam diễn viên MBC, 1999: Diễn viên mới của năm